# 4267 Basner
4267 Basner је астероид главног астероидног појаса чија средња удаљеност од Сунца износи 2,326 астрономских јединица (АЈ).
Апсолутна магнитуда астероида је 14,0.